# باول س. فوغل
باول س. فوغل (بالإنجليزية: Paul Vogel)‏ هو مصور سينمائي أمريكي، ولد في 22 أغسطس 1899 في نيويورك في الولايات المتحدة، وتوفي في 24 نوفمبر 1975 في لوس أنجلوس في الولايات المتحدة.

## وصلات خارجية
- باول س. فوغل على موقع IMDb (الإنجليزية)
- باول س. فوغل على موقع ألو سيني (الفرنسية)
- باول س. فوغل على موقع أول موفي (الإنجليزية)
- باول س. فوغل على موقع قاعدة بيانات الأفلام السويدية (السويدية)
- باول س. فوغل على موقع قاعدة بيانات الفيلم (الإنجليزية)
- باول س. فوغل على موقع كينوبويسك (الروسية)